# Collado Hermoso
Collado Hermoso település Spanyolországban, Segovia tartományban. Collado Hermoso Alameda del Valle, Sotosalbos, Pelayos del Arroyo, Torre Val de San Pedro és Pinilla del Valle községekkel határos. Lakosainak száma 118 fő (2024).

## Népesség
A település népessége az elmúlt években az alábbi módon változott:
| Lakosok száma | 150  | 154  | 168  | 165  | 157  | 153  | 125  | 125  | 130  | 118  |
|               | 2001 | 2004 | 2007 | 2009 | 2012 | 2014 | 2017 | 2019 | 2022 | 2024 |